# Abiul

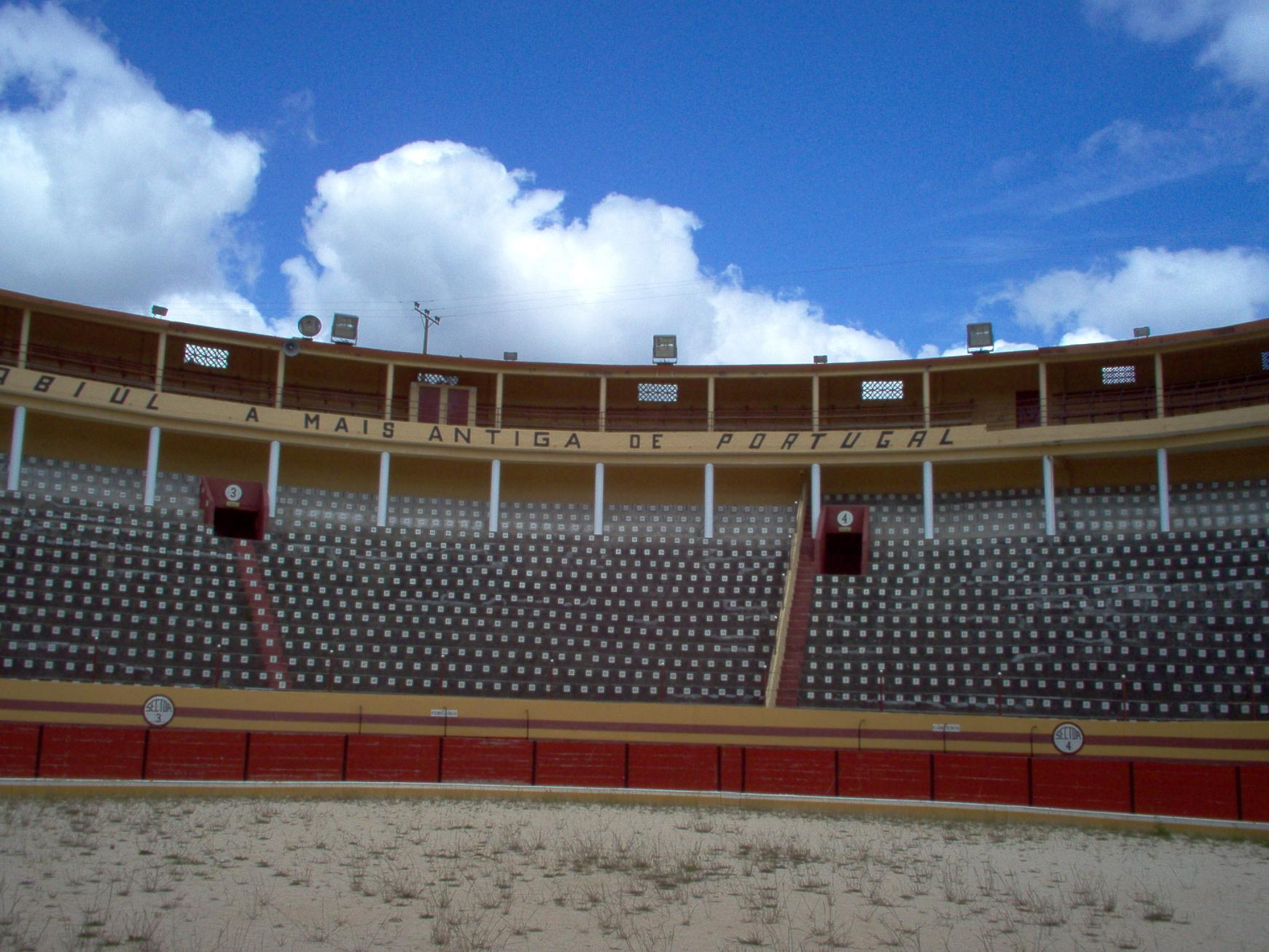

Abiul est une freguesia portugaise située dans le District de Leiria.
Avec une superficie de 53,16 km2 et une population de 2 236 habitants (2021), la paroisse possède une densité de 42,1 hab/km2.
Abiul est connue pour la corrida, car il s'y trouve la plus vieille arène de taureau du Portugal.